# Max Geschwill
Max Geschwill (* 7. Juli 2001 in Schwäbisch Hall) ist ein deutscher Fußballspieler.

## Karriere
Nach seinen Anfängen in der Jugend des VfL Mainhardt und der SG Mainhardt/Michelfeld/Bibersfeld wechselte er im Sommer 2013 in die Jugendabteilung der TSG 1899 Hoffenheim. Nach insgesamt 25 Spielen in der B-Junioren-Bundesliga, 30 Spielen in der A-Junioren-Bundesliga und acht Spielen in der Saison 2018/19 in der UEFA Youth League, bei denen ihm insgesamt elf Tore gelangen, wurde er im Sommer 2020 in den Kader der zweiten Mannschaft in der Regionalliga Südwest aufgenommen. Er gehörte im Januar 2021 auch in vier Spielen dem Spieltagskader der ersten Mannschaft in der Bundesliga an, kam allerdings nicht zum Einsatz.
Nach 60 Ligaspielen wechselte er im Sommer 2023 zum Drittligisten SV Sandhausen. Dort kam er auch zu seinem ersten Einsatz im Profibereich, als er am 5. August 2023, dem 1. Spieltag, beim torlosen Auswärtsunentschieden gegen den VfB Lübeck in der Startformation stand.
Im Sommer 2024 wechselte er zum Bundesliganeuling Holstein Kiel.
Auf Leihbasis wechselte Geschwill im August 2025 zum Zweitligisten 1. FC Magdeburg.